# Guyane britannique aux Jeux olympiques d'été de 1952
La Guyane britannique a participé aux Jeux olympiques d'été de 1952 à Helsinki. Il s'agit de la deuxième participation de la colonie britannique à des Jeux olympiques d'été avec une délagation restreinte à un haltérophile.

## Athlètes engagés

### Haltérophilie
| Catégorie                            | Athlète     | Arraché  | Arraché | Épaulé-jeté | Épaulé-jeté | Développé militaire | Développé militaire | Total    | Total |
| Catégorie                            | Athlète     | Poids    | Rang    | Poids       | Rang        | Poids               | Rang                | Poids    | Rang  |
| ------------------------------------ | ----------- | -------- | ------- | ----------- | ----------- | ------------------- | ------------------- | -------- | ----- |
| Poids lourd léger (moins de 82,5 kg) | Cecil Moore | 107,5 kg | 14e     | 135,0 kg    | 18e         | 100,0 kg            | 18e                 | 342,5 kg |       |